# Amintiri din Epoca de Aur 1: Tovarăși, frumoasă e viața!
Amintiri din Epoca de Aur 1: Tovarăși, frumoasă e viața! este un film de comedie românesc, prima din cele două părți ale seriei de scurtmetraje Amintiri din Epoca de Aur, produsă de regizorul și scenaristul Cristian Mungiu. A avut premiera oficială în cinematografe în ziua de 18 septembrie 2009 în Italia și 25 septembrie în România (deși rulase anterior la TIFF, ediția 2009, precum și la festivalul de film de la Cannes). Compus din patru scurtmetraje scrise de Mungiu, dar regizate de regizori diferiți, filmul ilustrează, la fel ca și a doua parte a Amintirilor din Epoca de Aur, câteva legende urbane care circulau în perioada dictaturii comuniste din România. Umorul derivă din absurdul situațiilor prezentate, absurd creat de nesiguranța cotidiană din timpul dictaturii comuniste și amplificat de excesul de zel al birocraților, de agresivitatea cenzurii presei, pe fundalul crizei economice și penuriei alimentare din anii 1980.

## Rezumat
Filmul este compus din patru scurtmetraje, intitulate Legenda activistului în inspecție, Legenda fotografului oficial, Legenda politrucului zelos și Legenda milițianului lacom.

### Legenda activistului în inspecție
În primul episod, printr-un sat de câmpie din județul Ialomița urmează să treacă o coloană oficială. Localnicii pregătesc satul pentru acest eveniment, decorând casele cu steaguri și lozinci comuniste și îmbrăcând copiii în uniforme de pionieri. În aceeași zi era ziua comunei și urma să se țină un bâlci, a cărui atracție principală era un carusel cu lanțuri.
Întrucât coloana oficială va avea și oaspeți din India, organizația județeană de partid a cerut să nu apară pe ulițele satului vite, ci doar oi. Cum în acel sat nu se creșteau oi, acestea urma să fie aduse din alt sat. În acest context, în ajunul trecerii coloanei, sosește în sat inspectorul Sandu, de la „județ”. Deși se arată la început zelos și sever, el se lasă atras de oficialitățile locale la o petrecere la care se bea și se ascultă muzică populară, petrecere la care rămâne până seara. După ce toți cei prezenți sunt anunțați prin telefon că toată coloana oficială se va îndrepta spre alte localități, inspectorul își amintește de caruselul a cărui demontare o ordonase la începutul vizitei și decide că toată lumea trebuie să se dea în el. Operatorul caruselului, și el prezent la petrecere, ia cerința acestuia literal și, după ce apasă butonul de pornire, se urcă și el în carusel. Cum nimeni nu mai era prin preajmă să-l oprească, acesta a continuat să funcționeze până a doua zi dimineață, când a sosit ciobanul cu oile din satul învecinat.

### Legenda fotografului oficial
Episodul al doilea începe arătând cum, la redacția ziarului Scînteia, principalul ziar al Partidului Comunist Român, fotografiile dictatorului Nicolae Ceaușescu sunt modificate pentru a-l face pe acesta să pară mai impunător. După o vizită a președintelui francez Valéry Giscard d'Estaing, urmează să mai fie aleasă, înainte de închiderea ediției, doar fotografia de pe prima pagină. Cum, dintr-o eroare de protocol, Nicolae Ceaușescu a apărut în toate fotografiile cu capul descoperit, în timp ce președintele francez și-a păstrat pălăria pe cap, redacția decide să modifice o fotografie adăugând căciula pe capul dictatorului. Din graba de a fi totul gata pentru ca ziarul să ajungă la prima oră în cele mai îndepărtate colțuri ale țării, ziarul ajunge să fie tipărit cu fotografia incomplet modificată, Ceaușescu apărând în același timp cu capul acoperit și cu încă o căciulă în mână.
Nota de la finalul episodului spune că a fost singura dată, conform legendei, când ziarul Scînteia nu a ajuns în mâinile oamenilor muncii înainte de începerea schimbului întâi.

### Legenda politrucului zelos
Un activist de partid primește de la organizația județeană de partid sarcina de a eradica analfabetismul din sate. El se îndreaptă spre comuna fictivă Adîncata, plasată în zona montană a județului Brașov, cu scopul de a-i învăța carte pe localnici. Ajuns în satul de reședință al comunei, el își amenajează o sală de clasă în biroul primăriei și cere ca toți neștiutorii de carte, copii și adulți, să fie aduși acolo pentru lecții. La prima oră, el justifică necesitatea alfabetizării prin pericolele la care se expun cei care nu știu să citească etichetele de avertizare de pe diverse produse.
Un cioban care avea stâna pe vârful unui munte refuză să se prezinte la școală, trimițându-și doar nepotul ca să învețe să citească. Fiul, întors de la școală, îi citește bunicului tăblița de avertizare de pe stâlpul de înaltă tensiune, explicându-i că este periculos ca acesta să fie atins, mai ales pe timp de ploaie și furtună și că, dacă cineva se electrocutează, el nu trebuie să fie atins direct de cei ce încearcă să-l salveze. Într-o zi cu furtună, activistul se deplasează la stâna ciobanului să-l convingă să vină și el la școală, dar pe drum își murdărește ghetele de noroi. Ajuns la stână, el se sprijină de stâlpul de înaltă tensiune și începe să-și scuture încălțămintea. Ciobanul, văzându-l, crede că acesta tocmai se electrocuta, și sare să-l salveze, lovindu-l violent cu parul pentru a-l îndepărta de stâlp.
Nota de la finalul episodului spune că, la sfârșitul anului, conform legendei, s-a raportat alfabetizarea a 99% din populația județului.

### Legenda milițianului lacom
Un milițian care locuia la bloc primește de la cumnatul său de la țară un porc viu pentru a-l sacrifica de Crăciun, într-o perioadă când în magazinele alimentare din orașe nu se mai găsea carne. Speriat că și vecinii săi ar putea să ceară bucăți din porc dacă le cere ajutorul pentru sacrificarea acestuia, decide să o facă pe ascuns, evitând pe cât posibil să facă porcul să țipe sau să trebuiască să utilizeze unelte zgomotoase sau inaccesibile. Familia hotărăște, astfel, să sacrifice porcul prin gazare cu butan din butelia de la aragaz. Într-o noapte, milițianul oprește alimentarea cu electricitate în tot apartamentul, izolează geamurile și ușa bucătăriei, închide porcul acolo și dă drumul la gazul din butelie. După un timp, când consideră că porcul trebuie să fi murit, aerisește bucătăria și se pregătește să pârlească porcul cu lampa cu petrol. Cum porcul mai păstra butan în plămâni, a explodat la contactul cu flacăra lămpii.
Nota de la finalul episodului spune că familia milițianului, conform legendei, a reușit să adune și să folosească toate bucățile din porc împrăștiate prin casă.

## Distribuție

### Legenda activistului în inspecție
- Alexandru Potocean — Gheorghiță, secretarul Primăriei
- Teodor Corban — primarul comunei (menționat Teo Corban)
- Emanuel Pârvu — tov. Sandu, secretarul de partid venit în inspecție (menționat Emanuel Pîrvu)
- Sorin Medeleni — nea Florică, operatorul caruselului
- Mircea Florin jr. — Gogu, șeful postului comunal de miliție
- Mădălina Ghițescu — Mădălina, nepoata lui nea Florică
- Alexandru Nedelcu — activistul II, însoțitorul tov. Sandu
- Mihai Niță — Mihăiță, angajat al Primăriei
- Alex Mihăluș — un recrut care muncește în sat
- Marius Nănău — ciobanul venit cu oile din satul vecin
- Marian Binbaru — Vasilică, nepotul primarului
- Ion Nilă — meseanul

### Legenda fotografului oficial
- Avram Birău — Emil Gheorghiu, fotograful oficial al ziarului Scînteia
- Paul Dunca — Gheorghiță, tânărul laborant, asistentul fotografului
- Viorel Comănici — secretarul de partid
- Constantin Cojocaru — un redactor
- Petre Băcioiu — tov. Costache, redactorul șef al ziarului Scînteia
- Adrian Ancuța — secretarul de redacție
- Petre Pletosu — milițianul din Satu Mare care confiscă ziarele
- Alexandru Conovaru — un tipograf
- Marian Despina — un mașinist
- Dan Ivănesei — un ceferist
- Adrian Văncică — vocea asistentului fotografului

### Legenda politrucului zelos
- Călin Chirilă — activistul de partid Georgian Curelea
- Ștefan Iancu — Tudoruț, nepotul ciobanului
- Romeo Tudor — nea Ion Acasandrei, ciobanul satului
- Ion Chelaru — primarul comunei Adîncata
- Valeriu Pavel — vestitorul satului
- Iulian Nicolae — tov. Topală, șeful postului comunal de miliție
- Cristian Motriuc — Decebal Stoenescu, secretarul CC al PCR
- Daniel Chirea — secretarul organizației județene de partid
- Cristina Buburuz — secretara Primăriei
- Emilia Bebu — Adriana, noua învățătoare a comunei Adîncata

### Legenda milițianului lacom
- Ion Sapdaru — Ion Alexa, plutonier de miliție
- Cristian Olesher — Dănuț, fiul milițianului
- Marc Ciulei — Mircea, fiul vecinului Grigore, colegul de clasă al lui Dănuț
- Virginia Mirea — soția milițianului
- Mihai Constantin — nea Fane, cumnatul lui Alexa
- Gabriel Spahiu — Grigore, vecinul lui Alexa
- Annemary Ziegler — nevasta lui Grigore
- Claudiu Maier — dirigintele clasei, profesor de fizică
- Monica Odagiu — Georgiana, colega de clasă a băieților Dănuț și Mircea
- Maria Andreea Popa — premianta clasei
- Cristian Dinescu — primul măcelar
- Daniel Chirea — al doilea măcelar
- George Buică — primul pensionar de la coada pentru butelii
- Eugen Racoți — al doilea pensionar de la coada pentru butelii
- Ioan Roxin — al treilea pensionar de la coada pentru butelii
- Maria Grecu — eleva de serviciu
- Iulia Ciobanu — comandanta de detașament
- Răzvan Toader — șoferul milițianului
- Ingrid Bișu — Viviana, soția lui Fane

## Viziunea artistică
Mungiu a dorit cu această trilogie, după spusele sale, să aducă publicul în cinematografele din România, și nu să cucerească laudele criticilor din străinătate, sau premii la festivalele de film. Filmul s-a dorit a fi nu unul despre comunism, ci despre viața de fiecare zi din România „epocii de aur” . După filmul mai sumbru 4 luni, 3 săptămâni și 2 zile, regizorul a încercat să prezinte perioada din alt punct de vedere, al vieții de zi cu zi . La primele vizionări, ordinea episoadelor era diferită de la vizionare la vizionare și filmul era compus din încă două episoade, Legenda vânzătorului de aer și Legenda șoferului de găini, care au ieșit, însă, din filmul distribuit în cinematografe, pentru a fi incluse în partea a doua a trilogiei.

## Primire
Presa franceză a consemnat succesul la public al filmului, atât în rândurile celor vârstnici, care au amintiri clare ale acelor vremuri, cât și în rândurile tinerilor care erau copii sau încă nu se născuseră atunci .
Criticii străini au constatat și ei că umorul este unul tipic est-european, combinat cu ironie amară, Peter Brunette de la The Hollywood Reporter spunând că unele dintre episoade nu sunt amuzante decât, poate, pentru cei care au trăit acea vreme . Într-o critică apărută în Variety după vizionările de la Cannes, Joe Weissberg consideră episoadele amuzante, împărtășind părerea că filmul va avea cel mai mult succes la publicul românesc și observând stilurile diferite ale episoadelor, atribuite regizorilor diferiți care le-au lucrat .